# Jan Grużewski (zm. 1689)
Jan Grużewski herbu Lubicz (zm. 16 maja 1689 roku) – dworzanin pokojowy Jego Królewskiej Mości, podkomorzy żmudzki w latach 1684–1689, chorąży żmudzki od 1658 roku, ciwun Wielkich Dyrwian w latach 1651–1685.
Był wyznawcą kalwinizmu. Żonaty z Teodorą Ogińską.
Poseł sejmiku rosieńskiego na sejm 1650 roku, sejm nadzwyczajny 1654 roku.
Jako chorąży Księstwa Żmudzkiego był członkiem antyszwedzkiej konfederacji szlachty żmudzkiej, zebranej na pospolite ruszenie w Szadowie 3 czerwca 1656 roku. 
Książę Bogusław Radziwiłł w spisanym w 1668 roku testamencie uczynił go jednym z dwunastu opiekunów swej jedynej córki Ludwiki Karoliny Radziwiłłówny.
W 1674 roku był elektorem Jana III Sobieskiego z Księstwa Żmudzkiego.